# Zbigniew Suszyński
Zbigniew Suszyński (ur. 26 lipca 1961 w Rypinie) – polski aktor i lektor.
Wystąpił w ponad stu filmach i serialach telewizyjnych. Popularność i uznanie widzów zdobył dzięki rolom w takich produkcjach jak: Ostatni dzwonek, Samowolka, Młode wilki, Młode wilki 1/2, Wyrok na Franciszka Kłosa, E=mc², oraz serialach: Jest jak jest, Samo życie, Pierwsza miłość, Biuro kryminalne, Na Wspólnej, Leśniczówka, Ślepnąc od świateł czy Korona królów. Do innych szczególnie znanych filmów z jego udziałem to: Sam pośród swoich, Prywatne śledztwo, Korczak, Wielka wsypa, Kraj świata, Pożegnanie z Marią, oraz Zenek. Jako aktor dubbingowy wystąpił jako Tom w Tom i Jerry  (1940-1967), Kleszcz z Kleszcza (1994–1996), Skalmar Obłynos ze SpongeBob Kanciastoporty (od 1999), Szop RJ ze Skok przez płot (2006) i Książę z bajki ze (2004) Shrek 2 i Shrek Trzeci (2007), a także jako lektor w reklamach i programach telewizyjnych.

## Życiorys

### Wczesne lata
Urodził się i dorastał w Rypinie, gdzie podczas zajęć w Rypińskim Domu Kultury zainteresował się teatrem i poezją. W wieku 20 lat pojawił się po raz pierwszy na telewizyjnym ekranie w dwóch odcinkach serialu Radosława Piwowarskiego Jan Serce (1981). W 1986 na scenie Teatru Studyjnego’83 im. Juliana Tuwima w Łodzi wystąpił w roli Orlando w sztuce szekspirowskim Jak wam się podoba. W 1987 ukończył studia na Wydziale Aktorskim Państwowej Wyższej Szkoły Teatralnej i Filmowej w Łodzi. Podczas studiów w akademiku mieszkał na pierwszym roku z Wojciechem Malajkatem i Piotrem Polkiem, a na drugim – z Cezarym Pazurą i Piotrem Rzymyszkiewiczem.

### Kariera
W latach 1987–1990 związany był z łódzkim Teatrem im. Stefana Jaracza. Następnie występował w teatrach warszawskich: Nowym (1990–1992), Scena Prezentacje (1991–1992, 2001, od 2005), Na Woli im. Tadeusza Łomnickiego (1997–1998) i Współczesnym (od roku 1992).
Jeszcze podczas studiów brał udział w filmowych produkcjach czeskich – Ślady wilczych zębów (1983) w roli mordercy z Hitlerjugend i Cień paproci (1984) oraz polskich – wojennym Sam pośród swoich Wojciecha Wójcika (1985), Prywatne śledztwo (1986), ESD (1986) i Cudownym dziecku (1986). Wystąpił potem w realizacjach telewizyjnych – Pusta klatka (1987) i Ostatni dzwonek Magdaleny Łazarkiewicz (1989) w  pierwszoplanowej roli Krzyśka Buka oraz dwóch odcinkach serialu Pogranicze w ogniu Andrzeja Konica (1989). W biograficznym dramacie wojennym Andrzeja Wajdy Korczak (1990) był studentem rozmawiającym z Januszem Korczakiem we wrześniu 1939.
Grał w filmach: Wielka wsypa (1992), Kraj świata (1993), Samowolka (1993), Pożegnanie z Marią (1993) i Autoportret z kochanką (1997). Rozpoznawalność zapewniła mu rola „Scorpiona” w filmie sensacyjnym Jarosława Żamojdy Młode wilki (1995) i jego sequelu Młode wilki 1/2 (1997).

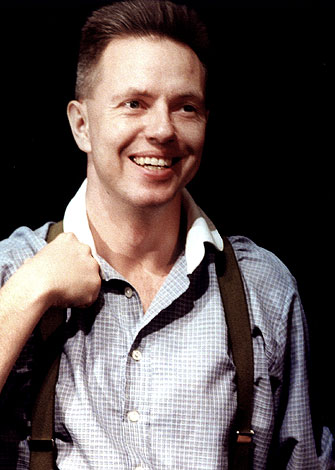
Zbigniew Suszyński jako Georg Ginns w sztuce teatralnej Nasze Miasto

Nowe tysiąclecie rozpoczął od gościnnych udziałów w serialach 13 posterunek 2 (2000), M jak miłość (2000), Dom (2000). Popularność wśród telewidzów zdobył wtedy dzięki roli podłego mecenasa Bogdana Wernera w serialu Adam i Ewa (2000) oraz dzięki roli komendanta Korszuna w dramacie telewizyjnym Wyrok na Franciszka Kłosa w reż. Andrzeja Wajdy. W 2002 roku wystąpił jako gangster Arnold w filmie Olafa Lubaszenki E=mc². W tym samym czasie grał w serialach TV-Polsat Rodzina zastępcza (2000), Miodowe lata (2001), Samo życie (2002–2010), Fala zbrodni (2003), Dziki (2004), Daleko od noszy (2004), Pensjonat pod Różą (2004), Glina (2004), Pierwsza miłość (2004–2005, 2012−2013), oraz Całkiem nowe lata miodowe (2004). W serialu Biuro kryminalne (2005) odtwarzał główną rolę Marka Orlickiego, szefa wydziału zabójstw, a serialu Magda M. (2005–2007) odtwarzał postać mecenasa Strzelczyka.
W następnych latach pojawiał się w filmach telewizyjnych takich jak Śmierć rotmistrza Pileckiego (2006) i Willa szczęścia (2007).
W 2009 grał drugoplanowe role w serialach Plebania oraz Czas honoru. W 2011 grał jedną z głównych ról w serialu Linia życia. W tym samym roku dołączył do obsady serialu Klan  gdzie do dziś gra rolę Igora Rutki.
W późniejszych latach grał różne epizodyczne role w serialach Hotel 52 (2013), Ojciec Mateusz (2013–2021), Komisarz Alex (2014–2020), O mnie się nie martw (2015), Barwy szczęścia  (2015, od 2022) oraz Na dobre i na złe (2016). W 2018 występował jako Smiersz w Leśniczówce, szef w W rytmie serca, poseł w Ślepnąc od świateł, Abel w Drogi wolności oraz jako książę Władysław Opolczyk w serialu Korona królów.
Użyczył głosu głównemu bohaterowi gry „Flojd”.

## Życie prywatne
Jest żonaty z nauczycielką Małgorzatą. Mają córkę Milenę Suszyńską, absolwentkę Akademii Teatralnej w Warszawie.

## Filmografia

### Aktor
Filmy
- 1983: Ślady wilczych zębów – Unkas
- 1984: Cień paproci – Václav Kala
- 1985: Sam pośród swoich – narzeczony Danki
- 1986: ESD – Robrojek, kolega Gabrieli
- 1986: Cudowne dziecko – widz w filharmonii
- 1987: Prywatne śledztwo – milicjant na miejscu wypadku
- 1987: Pusta klatka – Ireneusz Kuc
- 1989: Ostatni dzwonek – Krzysiek Buk
- 1990: Korczak – student
- 1992: Wielka wsypa – strażnik w areszcie
- 1993: Kraj świata – mężczyzna w łańcuchu
- 1993: Samowolka – Andrzej
- 1993: Pożegnanie z Marią – policjant
- 1995: Awantura w Chioggi – Toffolo
- 1995: „Alarm”. Antoni Słonimski 1895–1976
- 1995: Młode wilki – Skorpion
- 1996: Szamanka – mężczyzna na przyjęciu
- 1997: Młode wilki 1/2 – Skorpion
- 1997: Autoportret z kochanką – gangster z nożem
- 1999: Skok – ojciec Borysa
- 2000: Wyrok na Franciszka Kłosa – Korszun
- 2001: Tryumf pana Kleksa – Kapitan Sebastian Bolero
- 2002: E=mc² – Arnold
- 2006: Rozmowy z katem – Eugeniusz Chimczak
- 2006: Śmierć rotmistrza Pileckiego – oddziałowy
- 2007: Willa szczęścia – pułkownik Eustachy Górczyński
- 2014: Sandland – tata Anity
- 2019: Polityka – przewodniczący Pacyna
- 2020: Zenek – konferansjer
- 2022: Ślub doskonały – rockman
- 2023: Szósty palec – Stein

Seriale
- 1981: Jan Serce – chłopak z wieżowca Krukowskich (odc. 8–9)
- 1987: Ucieczka z miejsc ukochanych – Krzyś Kunefał, brat (odc. 4–8)
- 1988–1991: Pogranicze w ogniu – Klaus, niemiecki żołnierz w Podgajach (odc. 3–4)
- 1990: Dziewczyna z Mazur – Czesiek
- 1990: Maria Curie – dziennikarz
- 1993: Czterdziestolatek. 20 lat później – aktor, kelner w pizzerii „Angelo”
- 1994: Spółka rodzinna – funkcjonariusz Straży Miejskiej (odc. 11)
- 1994: Zespół adwokacki – policjant poszukujący zbiegłego z więzienia Marka (odc. 12)
- 1994: Jest jak jest – Artek Dumowicz, syn Dumowiczów
- 1995: Ekstradycja – Goryl „Bossa” (odc. 6)
- 1995: Dwa światy – strażnik (odc. 7)
- 1996: Maszyna zmian. Nowe przygody – komandos (odc. 5)
- 1999: Trzy szalone zera – policjant
- 1999–2000: Czułość i kłamstwa – przywódca łysych mięśniaków nękających „Pub No.21”
- 2000: 13 posterunek 2 – gangster z telewizji (odc. 40)
- 2000: Adam i Ewa – mecenas Bogdan Werner, mąż Ewy
- 2000: Dom – goryl Joli (odc. 24)
- 2000: M jak miłość – egzekutor (odc. 2–4, 6–8, 12)
- 2000: Rodzina zastępcza – menadżer (odc. 51)
- 2001: Miodowe lata – agent (odc. 93)
- 2002–2010: Samo życie – Janusz Wojnarowski, dziennikarz, szef Działu Sportowego w redakcji gazety „Samo Życie”
- 2003: Kasia i Tomek – Artur, chłopak Ani
- 2003: Kasia i Tomek – członek zarządu spółdzielni (odc. 3)
- 2003: Fala zbrodni – Dawid Bończyk (odc. 3)
- 2004–2005, 2012–2013: Pierwsza miłość – Rajmund Schmidt
- 2004: Dziki – asystent ministra (odc. 9–10)
- 2004: Daleko od noszy – fałszywy dyrektor firmy kosmetycznej (odc. 17)
- 2004: Pensjonat pod Różą – Czarek Niedbało, syn Haliny (odc. 4, 27)
- 2004: Glina – historyk Jacek Rasiak (odc. 9–10)
- 2004: Całkiem nowe lata miodowe – Rysio (odc. 9)
- 2005–2007: Biuro kryminalne – Marek Orlicki
- 2005: Wiedźmy – prokurator (odc. 6)
- 2005–2007: Magda M. – mecenas Ryszard Strzelczyk
- 2005: Auschwitz. Naziści i „ostateczne rozwiązanie” – komendant Franz Stangl (odc. 3)
- 2006: Na dobre i na złe – Paweł Mościcki (odc. 275)
- 2007: Ekipa – pułkownik ABW (odc. 12)
- 2009: Plebania – Kamil (odc. 1386–1392)
- 2009: Czas honoru – Handke
- 2011: Linia Życia – Adam Kessler, ojciec Klary, Ewy i Magdy
- od 2011: Klan – Igor Rutka
- 2012: Paradoks – Bernard Kuzięba (odc. 3, 6, 8–13)
- 2013: Hotel 52 – Boruń (odc. 82)
- 2013: Ojciec Mateusz – Grzegorz Jaworek, ojciec Pauli (odc. 134)
- 2014: Prawo Agaty – Antoni Kucharski „Mec”, szef Justyny (odc. 57)
- 2014: Komisarz Alex – Ernest Majerski (odc. 65)
- 2015: O mnie się nie martw – prezes spółdzielni (odc. 23)
- 2015: Barwy szczęścia – Tadeusz Adamski (odc. 1323–1324, 1353–1354, 1356, 1361)
- 2016: Na dobre i na złe – Witold Sendrowski (odc. 636)
- 2016: Druga szansa – właściciel klubu „Raban”
- 2016–2019: Na Wspólnej – Przemysław Gwiazda
- 2016: Ojciec Mateusz – Mecenas Bogusław Kłodnicki (odc. 190)
- 2017: Komisarz Alex – prokurator Byrski (odc. 120)
- 2017: Ucho prezesa – Staszek
- 2018: W rytmie serca – szef (odc. 21–22)
- 2018: Ojciec Mateusz – Pawlicki, właściciel „Vistula Beach” (odc. 252)
- 2018–2019: Leśniczówka – Smiersz
- 2018: Ślepnąc od świateł – poseł (odc. 1, 4-5)
- 2018: Drogi wolności – Abel (odc. 9–13)
- 2019: Korona królów – książę Władysław Opolczyk (sezon 3)
- 2019: Polityka – przewodniczący Pacyna (odc. 1–4)
- 2020: Komisarz Alex – dyrektor teatru (odc. 180)
- 2021: Przyjaciółki – Zdzisław Wasiak, ojciec Justyny (odc. 202)
- 2021: Komisarz Mama – Rudolf Wołowiec (odc. 1)
- 2021: Chyłka. Inwigilacja – Lipczyński, ojciec Przemka (odc. 1–2)
- 2021: Ojciec Mateusz – Krzysztof Zarzycki (odc. 334)
- 2022: Barwy szczęścia – Henryk Kępski, ojciec Tomka (2553, 2557, 2559, 2560, 2564 i 2569)
- 2022: M jak miłość – profesor Mariusz Nieśpielak (odc. 1648, 1654–1655, 1660)
- 2022: Archiwista – Rafał Nowacki
- 2022: Brokat – Lisewski
- 2023: Informacja zwrotna – Sławek Kurzyna

Dubbing
- 1930–1963: Zwariowane melodie – różne głosy
- 1940–1967: Tom i Jerry – Tom
- 1960–1966: Flintstonowie – Dino
- 1961–1962: Kocia ferajna
- 1967: Asterix Gall – Kakofonix
- 1968: Asterix i Kleopatra – Kakofonix
- 1972–1973: Nowy Scooby Doo – Łysol, członek drużyny Harlem Globetrotters
- 1974: Hong Kong Phooey – Hong Kong Phooey
- 1976: Dwanaście prac Asteriksa – Pracownik Domu Który Czyni Szalonym, którego huśtano
- 1980: Figle z Flintstonami – Dino
- 1981–1990: Smerfy – Smerf Laluś i smerf Harmoniusz (sezony 5–8)
- 1983: Kaczor Daffy: Fantastyczna wyspa – Studnia życzeń
- 1983–1986: Inspektor Gadżet – Rick Rocker
- 1986: Asterix w Brytanii – Minimax / Pazerix / Kakofonix
- 1986–1988: Dennis Rozrabiaka
- 1987: Jetsonowie spotykają Flintstonów
- 1987: Dzielny mały Toster – Radio
- 1987: Leśna rodzina
- 1987–1990: Kacze opowieści (nowa wersja dubbingu) – Hydrant Pisanko
- 1987–1990: Kacze opowieści (stara wersja dubbingu) – Robotnik w fabryce deskorolek McKwacza (odc. 94)
- 1988: Złych czterech i pies Huckleberry – Hokej
- 1989: Wszystkie psy idą do nieba
- 1990–1993: Kapitan Planeta i planetarianie – Kapitan Toksyna
- 1990–1994: Super Baloo – As London
- 1991: Powrót króla rock and „rulla” − Chanticleer
- 1991–1992: Eerie, Indiana
- 1991–1993: Powrót do przyszłości
- 1992–1993: Rodzina Addamsów – Gomez
- 1992: Nowe podróże Guliwera
- 1992–1997: X-Men – Kurt Wagner / Nocny Łowca (Nightcrawler), Bender
- 1993: Podróż do serca świata – Corey Feldoe
- 1993–1995: Dwa głupie pieski – Mały piesek
- 1993–1998: Animaniacy – Wakko
- 1994–1995: Myszka Miki i przyjaciele
- 1994–1996: Kleszcz – Kleszcz
- 1994–1998: Spider-Man – Doktor Curt Connors, Nosorożec, Nick Fury
- 1994: Brzdąc w opałach – Veeko
- 1995: Balto – Steele
- 1995: Goofy na wakacjach – Dyrektor Mazur
- 1995: Dzieciaki do wynajęcia – Russ Syracuse
- 1995: Księżniczka Tenko
- 1995: Simon The Sorcerer II: The Lion the Wizard and the Wardrobe – Simon Czarodziej
- 1995–1997: Co za kreskówka! – różne głosy, m.in. Dino (w odc. Wyrzuć kota)
- 1995–1998: Gęsia skórka – Wampir, dziadek dwojga dwunastolatków
- 1995–2002: Timon i Pumba
  - Komentator (odc. 47a)
  - Księgowy 1 (odc. 47b)
  - Pszczoła 3 (odc. 47b)
  - Robak 3 (odc. 48)
  - Mężczyzna (odc. 49a)
  - Prezenter (odc. 50a)
- 1996: Aladyn i król złodziei – Złodziej
- 1996: Kosmiczny mecz – Kosmita po transformacji
- 1996–1997: Kacza paczka – Kent Pałąg
- 1996–1997: Prawdziwe przygody Jonny’ego Questa
- 1996–2000: Superman
  - Hanes (odc. 5)
  - Martin Lebeau (odc. 6)
  - Kanto (odc. 12)
  - Generał Jax-Ur (odc. 14–15, 47)
  - Generał Hardcastle (odc. 16)
- 1996–2003: Laboratorium Dextera –
  - Bilie Blumper
  - wysłana w kosmos małpa tworząca materię siłą umysłu
- 1997: Polowanie na mysz
- 1997: Batman i Superman – Joker
- 1997: George prosto z drzewa – George
- 1997–2000: Przygody misia Paddingtona
- 1997–2001: Bobry w akcji – Norbert
- 1997–2004: Johnny Bravo – Trent (odc. 64a)
- 1998–1999: Szalony Jack, pirat – Śpiewający Miecz[2]
- 1998–1999: Tajne akta Psiej Agencji – Pies Zero
- 1998–1999: Srebrny Surfer – Thanos
- 1998–2004: Atomówki – major Man
- 1999: Animaniacy: Życzenie Wakko – Wakko
- od 1999: SpongeBob Kanciastoporty – Skalmar Obłynos
- 1999: Nieustraszeni ratownicy
- 1999–2000: Digimon
  - Bukamon
  - Devimon
  - Gomamon
  - Ikkakumon
  - Piedmon
  - Zudomon
- 1999–2000: Produkcje Myszki Miki
- 2000–2002: Owca w Wielkim Mieście – Facet reklamujący produkty „Oxymorona”
- 2001: Shrek – Magiczne Lustro
- 2001: Power Rangers Time Force – Chad Lee
- 2001–2004: Samuraj Jack – Pan Samuraj (odc. 42)
- 2001–2004: Medabots – Metabee
- 2001–2007: Mroczne przygody Billy’ego i Mandy – Doktor Cornea (odc. Nieszczęsne oczy)
- 2002: 8. Mila – DJ Iz
- 2002: Milusiaki
- 2002: Roboluch – Rubie
- 2002: Stuart Malutki 2 – Trener
- 2002: Mistrzowie kaijudo
- 2002–2004: Mucha Lucha – El-Rey
- 2002–2005: Co nowego u Scooby’ego?
- 2003: Scooby Doo i Meksykański Potwór – Pan Smiley
- 2003: Liga najgłupszych dżentelmenów
- 2003: Old School: Niezaliczona – Beanie
- 2003: Księga dżungli 2
- 2003: El Cid – legenda o mężnym rycerzu – Garces
- 2003: 101 Dalmatyńczyków II: Londyńska Przygoda – Grom
- 2003–2005: Młodzi Tytani – Mistrz Gry (odc. 22)
- 2003–2005: Gwiezdne wojny: Wojny klonów – Sha'a Gi (odc. 20)[3], Tarr Seirr (odc. 20)
- 2004: Świątynia pierwotnego zła – Calmert
- 2004: Garfield – Louis
- 2004: Nascar 3D – Race Official Com, Jeff Gordon, Radio Com, Dale Earnhart Junior, Pa
- 2004: Lucky Luke
- 2004: Iniemamocni
- 2004: Wygraj randkę
- 2004: Legenda telewizji
- 2004: Rogate ranczo
- 2004: Shrek 2 – Książę z Bajki
- 2004: 7 krasnoludków – historia prawdziwa – Młotek
- 2004: Barbie – księżniczka i żebraczka – Królewski sekretarz
- 2005: Madagaskar
- 2005: Wallace i Gromit: Klątwa Królika – Lord Wiktor
- 2005: Aloha, Scooby Doo – Manu Tuiama
- 2005: Tom i Jerry: Misja na Marsa
- 2005: Tom i Jerry: Szybcy i kudłaci
- 2005–2007: Podwójne życie Jagody Lee – Steven – władca marzeń sennych
- 2005–2008: Ben 10
  - Clancy (odc. 12)
  - Ultimos (odc. 19)
  - S.A.M. (odc. 34)
- 2005–2008: Nie ma to jak hotel –
  - Patrick (odc. 17, 20, 21, 26, 33, 55, 59, 77, 87)
  - Prezenter radiowy (odc. 64)
  - Reżyser westernu (odc. 65)
- 2006: Klasa 3000
- 2006: Kapitan Flamingo – narrator (3. sezon)
- 2006: Happy Feet: Tupot małych stóp – Memphis
- 2006: Epoka lodowcowa 2: Odwilż
- 2006: Sezon na misia – Pies Kabanos
- 2006: Skok przez płot – RJ Szop
- 2006: Brzydkie kaczątko i ja – Robak Weasley
- 2006: Kudłaty i Scooby Doo na tropie – Docent Phineus Phibes
- 2007: Shrek Trzeci – Książę z Bajki
- 2007: 7 krasnoludków: Las to za mało – historia jeszcze prawdziwsza – Młotek
- 2007: Szpiegowska rodzinka – Dirk Bannon
- 2007: Przygody Sary Jane
- 2007: Niezły kanał – Królik
- 2007: Lucky Luke na Dzikim Zachodzie – Crook
- 2008: WALL·E
- 2008: Kung Fu Panda – Zeng
- 2008: Wyprawa na Księżyc 3D – Leonid
- 2008: Sezon na misia 2 – Mr. Weenie
- 2008: Batman: Odważni i bezwzględni – Mózg, Guy Gardner, Equinox
- 2009: Potwory kontra Obcy – Prezydent
- 2009: Góra Czarownic – Matt
- 2009: Edek Debeściak – Bodzio
- 2010: Mass Effect 2 – Mordin Solus
- 2010: Czarodziejka Lili: Smok i magiczna księga – Hektor
- 2010: Axel: Wielka ucieczka – Axel
- 2010: Turbo Dudley – psi agent – Gryzoniusz Pułapka
- 2011: Planeta Sheena – Platfus
- 2011: Pingwiny z Madagaskaru – Czerwony wiewiór (odc. 49a)
- 2011: Gra: Kinect Sports 2
- 2011: Wiedźmin 2: Zabójcy królów – Kolega Odrina
- 2011: Miasto kur – Zygi
- 2011: Kung Fu Panda: Legenda o niezwykłości – Zeng
- 2011: Dinopociąg – Leon Lambeozaur
- 2012: Ralph Demolka – Sour Bill
- 2012: Niesamowity świat Gumballa
  - Tobias
  - Tina
  - Jamie
- 2013: Max Steel – Tytus Octavius Xander/Toxzon
- 2013: Potwory kontra Obcy – Prezydent
- 2014: Hearthstone: Heroes of Warcraft
  - Herszt kręgu Nieskornych
  - Obrońca Argusa
  - Tarczowy z Sen'jinu
- 2014: Wakacje Mikołajka – Dubon
- 2014: Kogut Kukuryku – Leon Francoeur
- 2014: Doktor Jaciejakiegacie – Śród Mózgus
- 2014: Steven Universe – Kofi
- 2014: Noc żywego Freda – Pan Deblin
- 2014: Pan Smród – Premier
- 2015: SpongeBob: Na suchym lądzie – Skalmar
- 2015: Kumple z dżungli – na ratunek – Maurice
- 2015: Transformers: Robots in Disguise
- 2015: Penn Zero – bohater na pół etatu – Rippen
- 2015: Przygody Nobity na Morzu Południowym – Pan Cash
- 2016: Kumple z dżungli – na ratunek sowie i spółce! – Maurice
- 2016: Batman v Superman: Świt sprawiedliwości
- 2016: Tarzan: Legenda – Kapitan Rom
- 2016: Lwia Straż – Zebra
- 2016: Łotr 1. Gwiezdne wojny – historie
- 2017: Kapitan Ameryka: Pierwsze starcie – Komentator meczu z lat 40. XX w.
- 2017: Nie ma jak w rodzinie
  - Rosie,
  - Colt Luger
- 2017: Taran i magiczny kocioł – Gurgi
- 2017: Klopsiki i inne zjawiska pogodowe – Burmistrz Shalbourne
- 2017: Potworna rodzinka – Szef
- 2017: Hotel Transylwania – Ciocia Lidia
- 2017: Barbie: Delfiny z Magicznej Wyspy – lektor rybak
- 2017: Kumple z dżungli – Maurycy
- 2017: Monster Island – Shiro
- 2018: Potworny wyścig potworów – Devon
- 2018: Kaczki z gęsiej paczki – Kot
- 2018: Futrzaki ruszają na ratunek – Komputer
- 2018: Pup Star: Razem raźniej
  - Simon Growl
  - James Corgie
- 2018: Odlotowy nielot
  - Gruby wróbel
  - Bunting 1
- 2018: Scooby-Doo! spotyka ducha łasucha – Skip Taylor
- 2018: Smocza pilotka: Hisone i Masotan – Maezawa
- 2018: Klakson i spółka – Ryan
- 2018: Spyro Reignited Trilogy
  - Astor
  - Boris
  - Gildas
  - Nestor
- 2018: Kosmiczne kurczaki w kosmosie – Glargg
- 2018: Motown Magic – Bill
- 2019: Ralph Demolka w internecie – Kwaśny Paś
- 2019: Carmen Sandiego – Shadowson
- 2019: Scooby-Doo! Koszmarne bramki – Julio Luna
- 2019: GO! Żyj po swojemu – Javier
- 2019: Aladyn – Iago
- 2019: Ratownicy z Malibu: Serial – Clive
- 2020: Ashley Garcia: Genialna i zakochana
- 2020: Julie and the Phantoms
- 2020: Zmiksowana Kally – Tata Áleksa i Kevina (odc. 22)
- 2020: Plecak Olliego
  - Dziadek (odc. 4)
  - Woźny Horblasch (odc. 5b)
  - Fotograf (odc. 24b)
  - Rick Kaszola (odc. 25b)
- 2020: Rogata ekipa – lektor
- 2020: Zwariowane melodie: Kreskówki
  - Lektor,
  - Policjant (odc. 1a),
  - Czaszka (odc. 1a),
  - Małptaszysko (odc. 1a),
  - Szalony uczony (odc. 2a),
  - Święty Mikołaj (odc. 2c, 11),
  - Miś polarny (odc. 4a),
  - Goryl (odc. 5b),
  - Pracownik zoo (odc. 5b),
  - Nosorożec (odc. 5b),
  - Sęp Szponek (odc. 6a, 26b, 29b, 42c),
  - Wilk Ralph (odc. 7c, 28b),
  - Policjant (odc. 13a),
  - Mini Joe (odc. 18a),
  - Policjant (odc. 20c),
  - Pete Puma (odc. 22a, 61b),
  - Gejzer (odc. 23c),
  - Psy (odc. 25a),
  - Kawał królika (odc. 25a),
  - Policjant (odc. 25c),
  - Sęp (odc. 30a),
  - Kurak Leghorn (odc. 39b),
  - Nauczyciel (odc. 42a),
  - Producent serów (odc. 45a),
  - Wujek Rufus (odc. 51a),
  - Komandor zawodów golfowych (odc. 59b)
- 2020: SpongeBob Film: Na ratunek – Skalmar Obłynos
- 2020: Będziemy bohaterami – Tech-No
- 2020: Krudowie 2: Nowa Era – Phil
- 2020: Podróż Xico
  - Don Dziadunio
  - Inżynier Fevler
- 2020: Wojna z dziadkiem – Jerry
- 2021: Scooby-Doo i legenda miecza
  - Lektor
  - Herman Ellinger
- 2021: Koralowy obóz: Młodzieńcze lato SpongeBoba – Skalmar Obłynos
- 2021: Miasto duchów –
  - Tata Coltona (odc. 2)
  - Craig (odc. 4)
- 2023: ACME Aprilis – 
  - Lektor (odc. 1),
  - Narrator (odc. 2),
  - Struś Pędziwiatr (odc. 2)

### Reżyseria dubbingu
Filmy
- 2017: Barbie: Delfiny z Magicznej Wyspy
- 2018: Scooby-Doo! spotyka ducha łasucha
- 2018: Sekretny świat kotów
- 2019: Ostatnie wakacje
- 2019: Święta nie na bogato
- 2020: Więcej niż myślisz
- 2020: Scooby-Doo: Wesołego Halloween!
- 2020: Będziemy bohaterami
- 2020: Podróż Xico
- 2021: Łowcy trolli: Przebudzenie tytanów

Seriale
- 2013: Tom i Jerry Show
- 2014: Blaze i mega maszyny (odc. 70–80)
- 2016–2018: Voltron: Legendarny obrońca (odc. 17)
- 2017: Barbie: Dreamtopia
- 2018: Smocza pilotka: Hisone i Masotan
- 2020: Julie and the Phantoms
- 2020: Zwariowane melodie: Kreskówki
- 2021: Miasto duchów
- 2023: ACME Aprilis